# Putin chujlo!

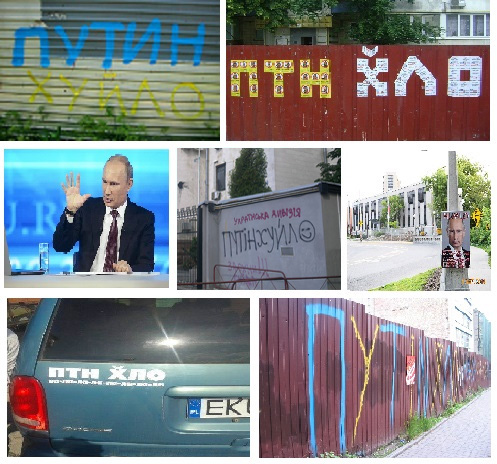
Různá zobrazení sloganu „Putin chujlo!“

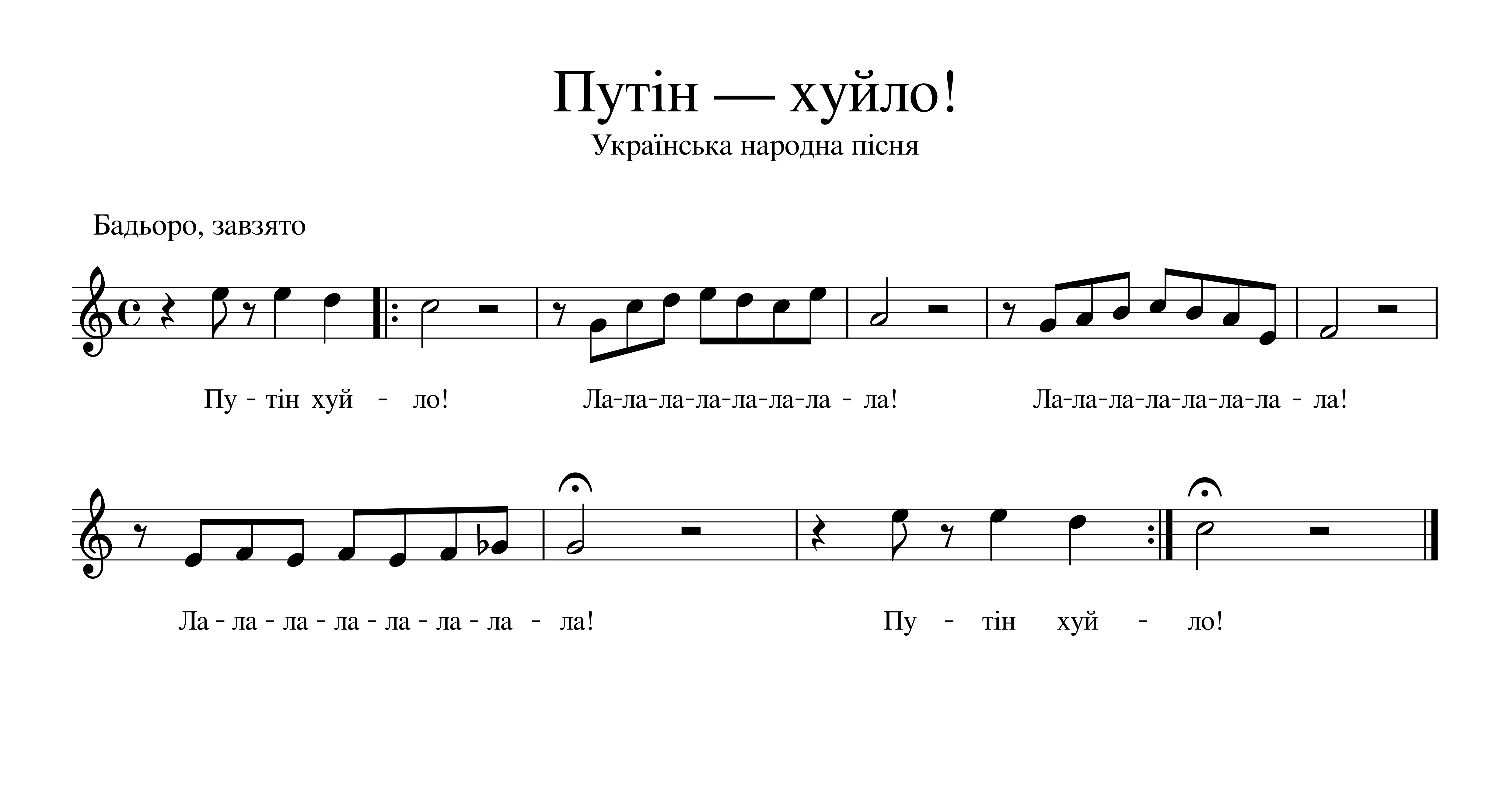
Melodie a text popěvku v ukrajinštině

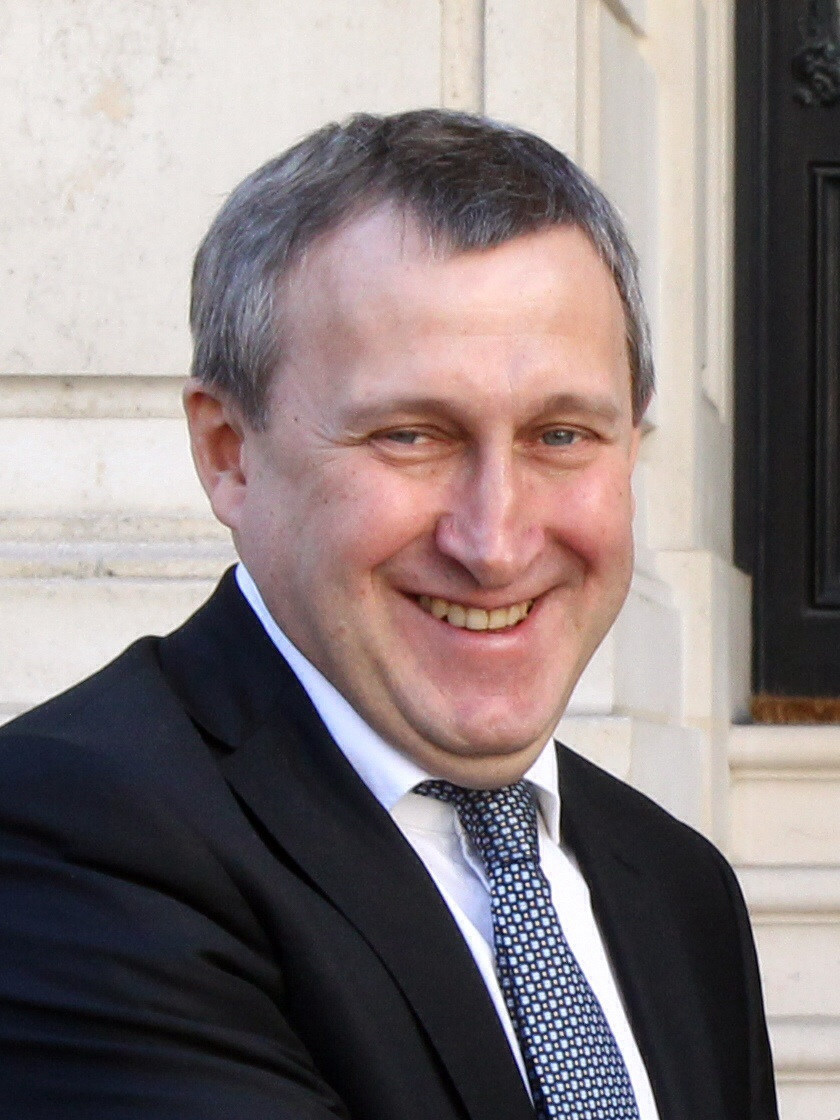
Andryj Deščycja

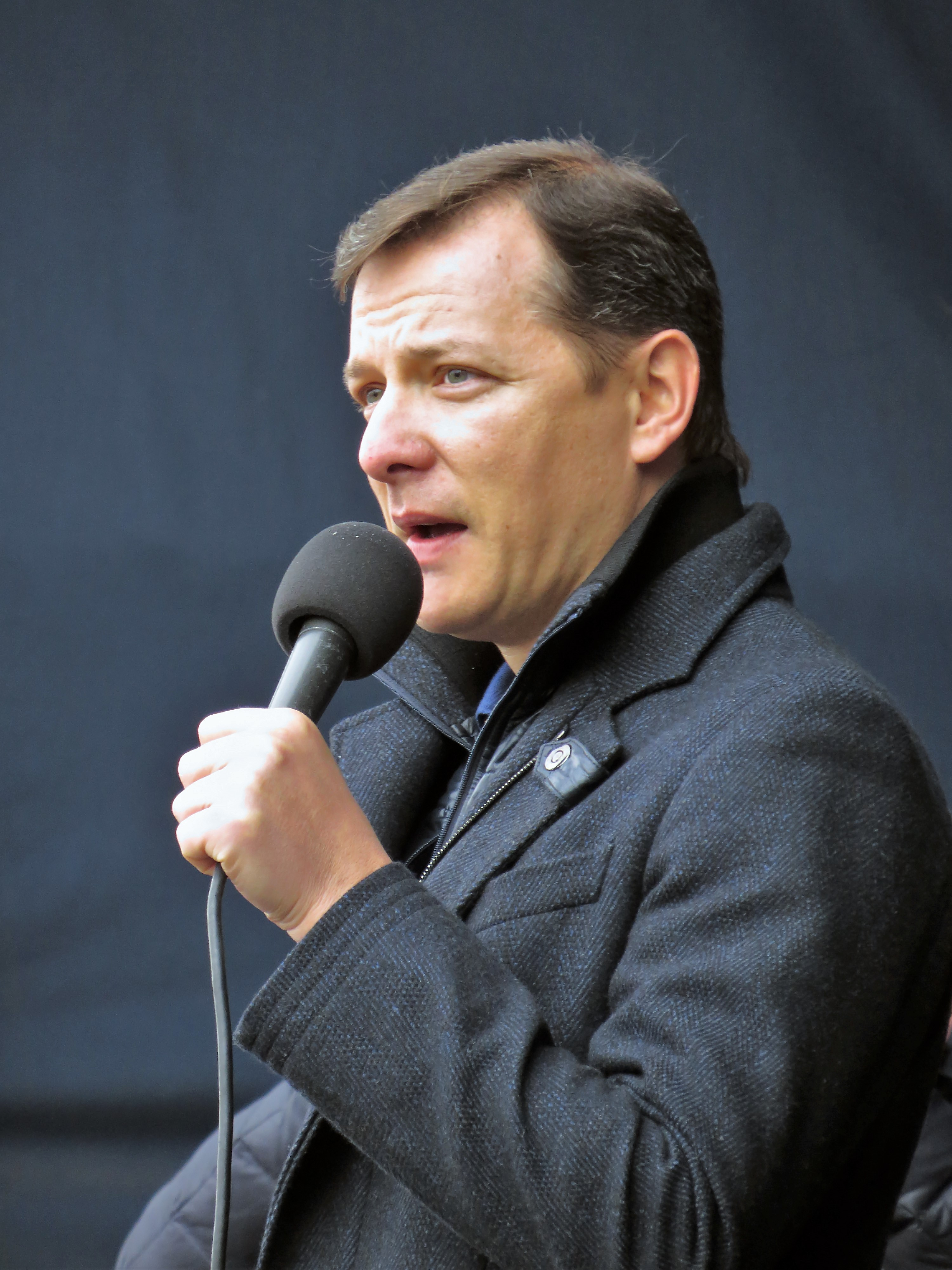
Ukrajinský poslanec Oleh Ljaško

Putin chujlo! (ukrajinsky Путiн хуйло, rusky Путин хуйло), ve zkratce птн x̆ло, je ukrajinský vulgární popěvek a urážlivé označení prezidenta Ruské federace Vladimira Putina, které se stalo ukrajinským antiputinovským symbolem. Popěvek vznikl, podle lotyšského serveru La.lv, jako spontánní reakce Ukrajinců na ruskou anexi Krymu.

## Text
Путин – хуйло! 
 Ла-ла-ла-ла-ла-ла-ла-ла! 
 Ла-ла-ла-ла-ла-ла-ла-ла! 
 Ла-ла-ла-ла-ла-ла-ла-ла!

## Etymologie
Slovo „хуйло“ („chujlo“) existuje v ruštině i ukrajinštině a má velice negativní konotace. Do češtiny ho lze expresivně přeložit jako „čurák“. On-line slovník anglického slangu Urban Dictionary uvádí ruské slovo хуйло v souvislosti s ruským prezidentem Vladimirem Putinem na příkladu vulgárního výroku Putin 'Huylo' Vladimirovich.

## Historie
Heslo Putin chujlo! pochází ze stejnojmenného popěvku fotbalových fanoušků klubů FK Metalist Charkov a FK Šachtar Doněck, kteří ho poprvé prozpěvovali při společném pochodu Charkovem v březnu 2014.
Poté, co během ruské intervence na Ukrajině tímto souslovím označil Vladimira Putina tehdejší ukrajinský ministr zahraničí Andrij Deščycja, se podle portálu Echo24.cz stalo ukrajinským protiputinovským heslem. Následně požadovali ruští politikové Deščycjovo odstoupení a prezident Petro Porošenko jej poté z funkce ministra zahraničí odvolal a jmenoval velvyslancem v Polsku.

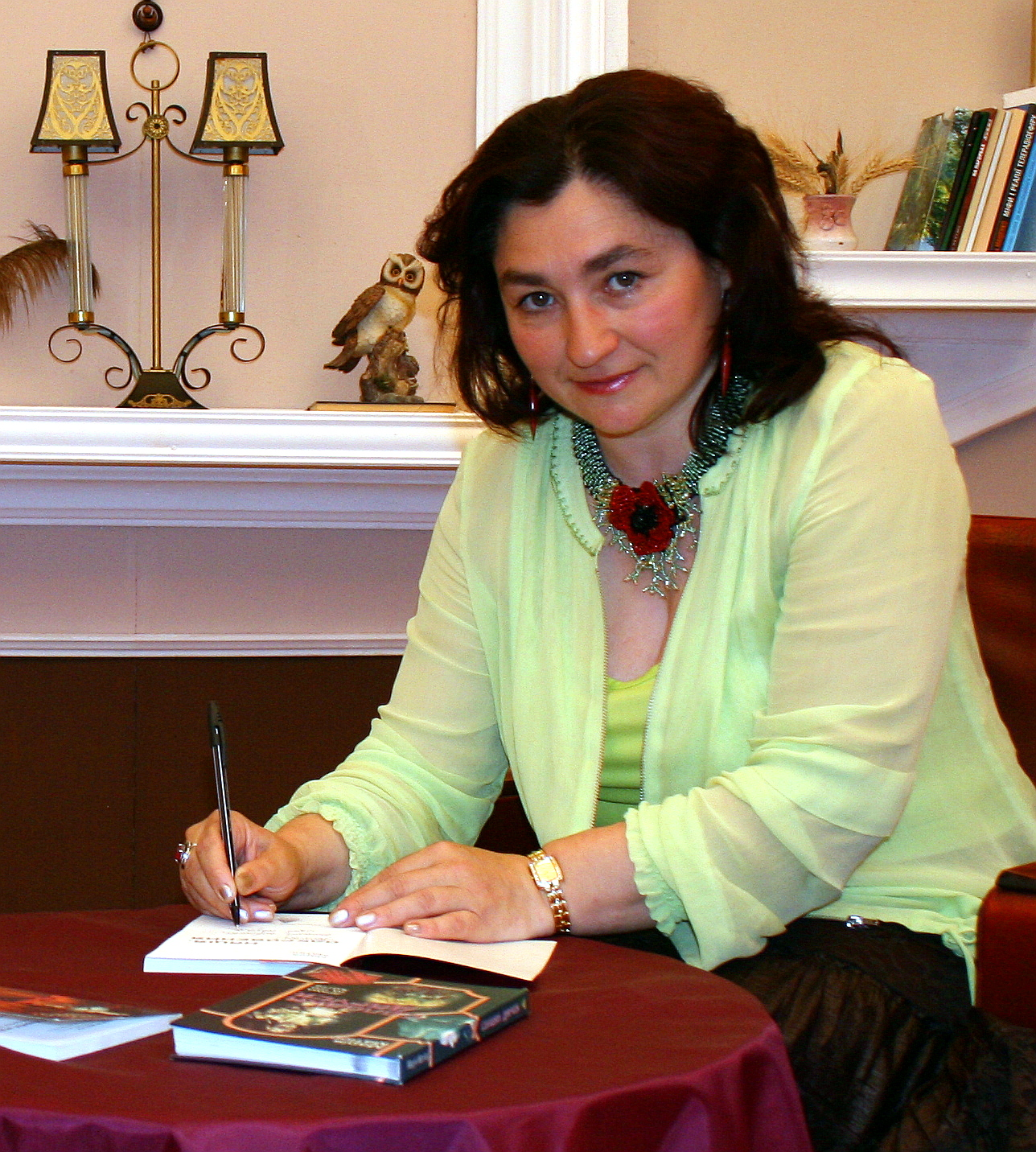
Ukrajinská poslankyně Marija Matiosová

Výrok propagovali také další politici, např. kontroverzní ukrajinský poslanec Oleh Ljaško, vůdce radikální strany Ukrajiny, či ukrajinská politička a spisovatelka Marija Matiosová, která – na důkaz svého přesvědčení – hrdě oblékla v ukrajinském parlamentu triko s výše uvedeným nápisem. Stejně se v lednu 2015 vyjádřil v parlamentě na adresu Vladimira Putina ukrajinský poslanec Oleh Barna.

## Publicita na Ukrajině
Na Ukrajině se heslo stalo antiputinovským symbolem. Podle rádia Svobodná Evropa si jedna z poslankyň do parlamentu vzala tričko s tímto nápisem. Nápis se také objevuje na veřejných prostranstvích, nasprejovaný na zdech, nebo automobilech, vyfocen byl např. místo cílové stanice na informačním světelném LED panelu na čele vlaku ukrajinských drah. Deník Echo24 si také povšiml, že bylo zpracováno k tomuto tématu heslo na Wikipedii.

## Mezinárodní publicita
Kvůli výroku Andryje Deščycji dosáhl tento popěvek značnou mezinárodní publicitu. Proukrajinští demonstranti jej zpívali před ruským velvyslanectvím v České republice, či v Polsku. Ukrajinské televizní zpravodajství TSN informovalo o nahrávce, na níž Ukrajinec na oslavě narozenin v Los Angeles učil místní mexické obyvatele tomuto popěvku. Na YouTube se objevila i podobná nahrávka z Japonska nebo nahrávka zpívajících fotbalových ultras z Německa.
Urážlivého výroku ukrajinského ministra zahraničí Deščycji na adresu ruského prezidenta Putina si povšimla řada mezinárodních médií, jako např. anglický The Guardian, americký konzervativní deník The Washington Post, německé noviny Süddeutsche Zeitung, rozhlasová stanice Radio Free Europe/Radio Liberty, francouzský list Le Monde a také české Lidové noviny.
O popěvku fotbalových fanoušků byly zmínky v internetovém vydání amerického listu The Wall Street Journal, v polském deníku Gazeta Wyborcza, v periodiku The Atlantic a v izraelském Israel HaYom.
Ukrajinský televizní kanál TVi a četná internetová i tištěná média přetiskly titul popěvku z národních sekcí Wikipedie ve dvanácti jazycích (v době jejich publikace).
V říjnu 2014 se běloruští diváci připojili k ukrajinským fanouškům během kvalifikačního zápasu na UEFA Euro 2016 v běloruském městě Barysaŭ tak, že popěvek údajně zpíval „téměř celý stadión“. Následkem toho bylo více než 100 fotbalových fanoušků zadrženo a vyslýcháno běloruskou policií za podezření z užívání „obscénního jazyka“. Sedm z nich, všichni z Ukrajiny, bylo odsouzeno k pětidennímu vězení za „trestný čin užívání obscénních výrazů“ podle běloruského práva.

## Další použití

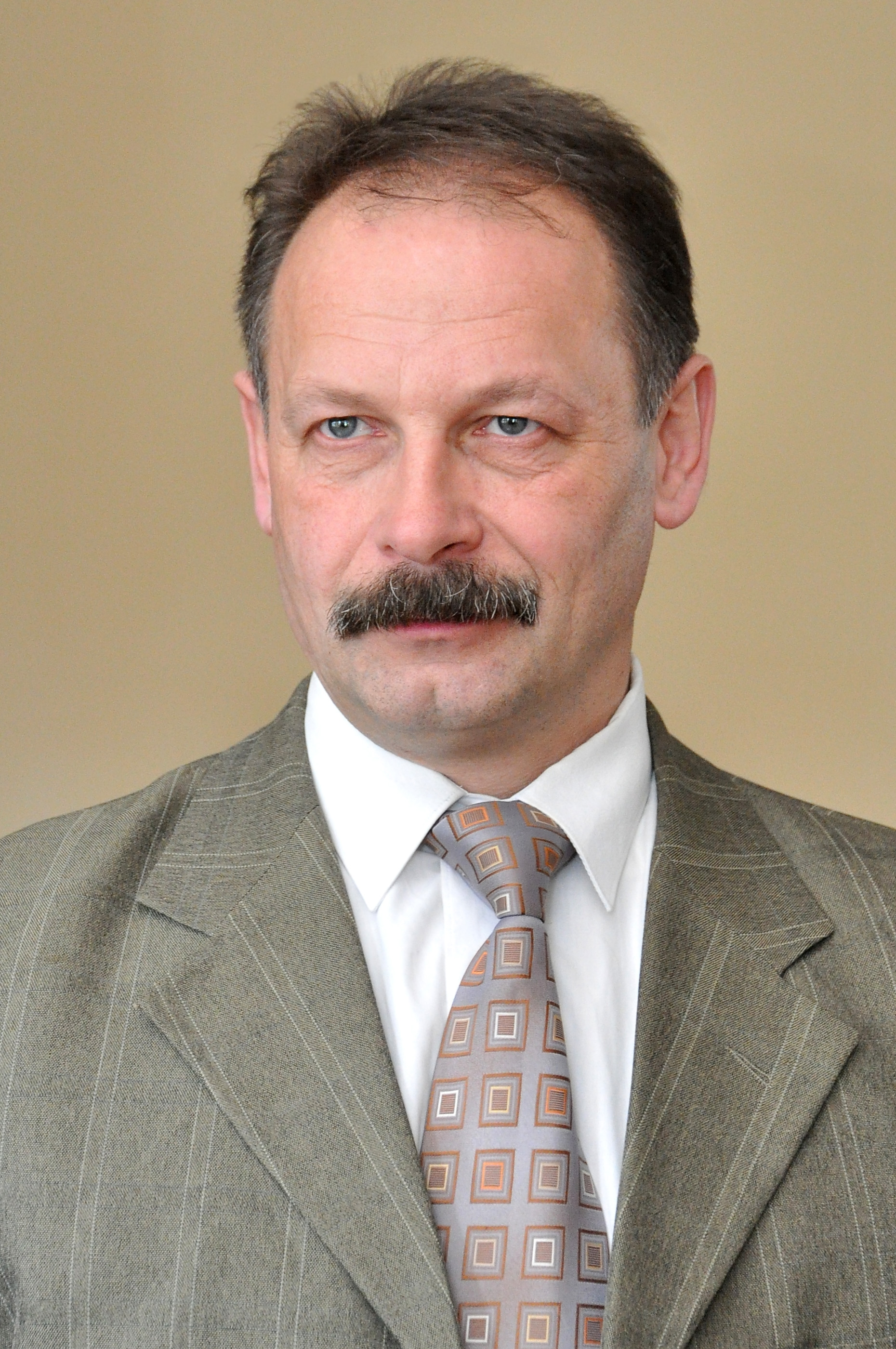
Ukrajinský poslanec Oleh Barna

V červenci 2014 ukrajinští astronomové pojmenovali jako projev uznání popěvku a nesouhlas s ruskou anexí Krymu hvězdu TYC 3541-945-1 jako Putin - Huilo! Její Keplerovo číslo je 'KIC 9696936'. Hvězda se nachází mezi souhvězdími Labuť a Lyra.
V Žytomyru začaly v červenci 2014 populární noviny Субота (Subota) používat slogan Putin-Chujlo v tiráži. Podle editorů tak bylo rozhodnuto na žádost čtenářů novin.
Pokřik 15. července 2025 oživili finští fanoušci při zápase Finska proti Ukrajině, který se hrál v Košicích v rámci Mistrovství Evropy ve fotbale hráčů do 21 let.

## Fotogalerie

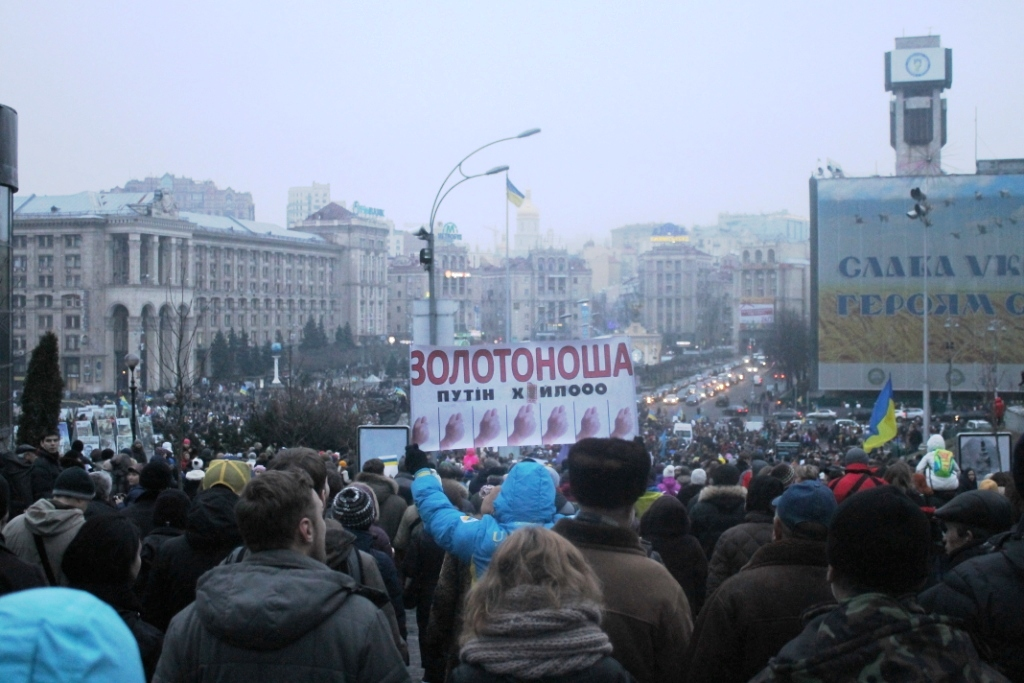
Demonstrace v Kyjevě (2015)
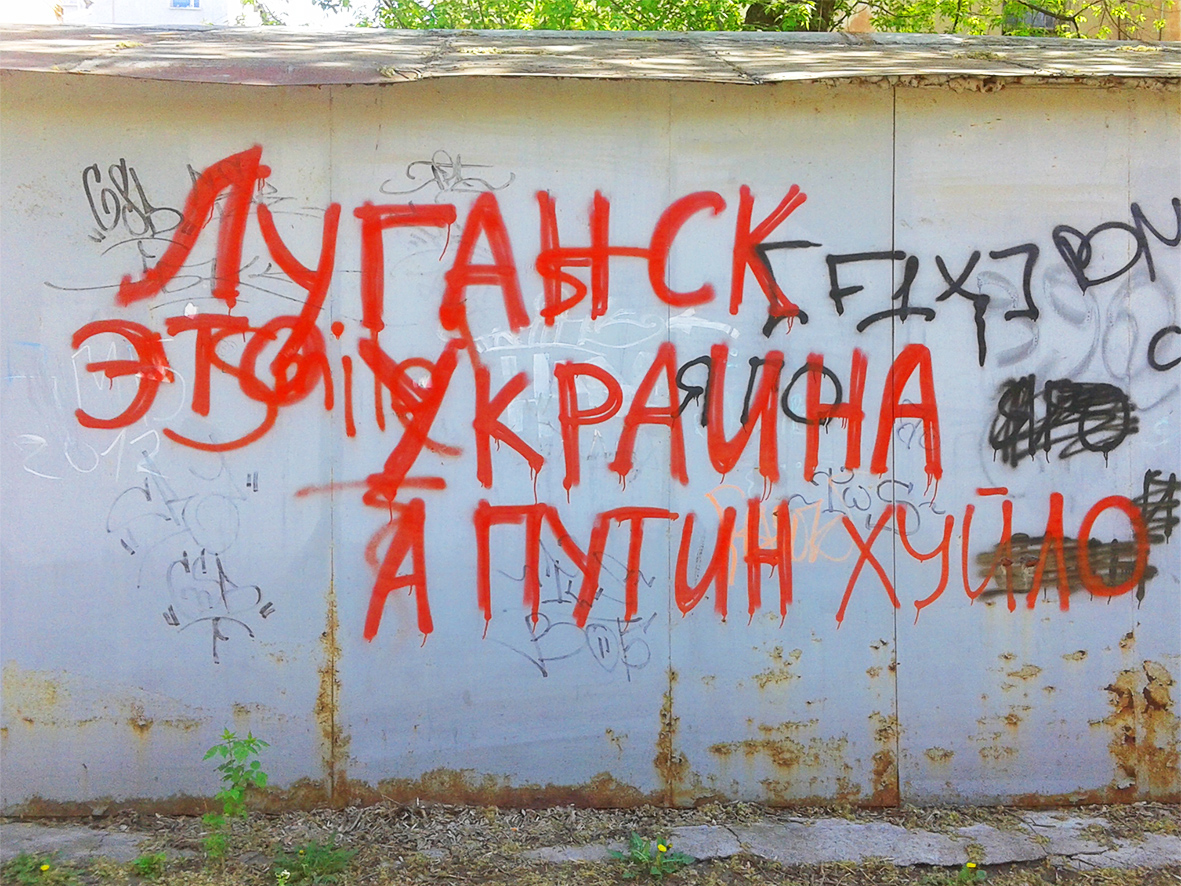
Grafiti v Luhansku směřované Vladimiru Putinovi
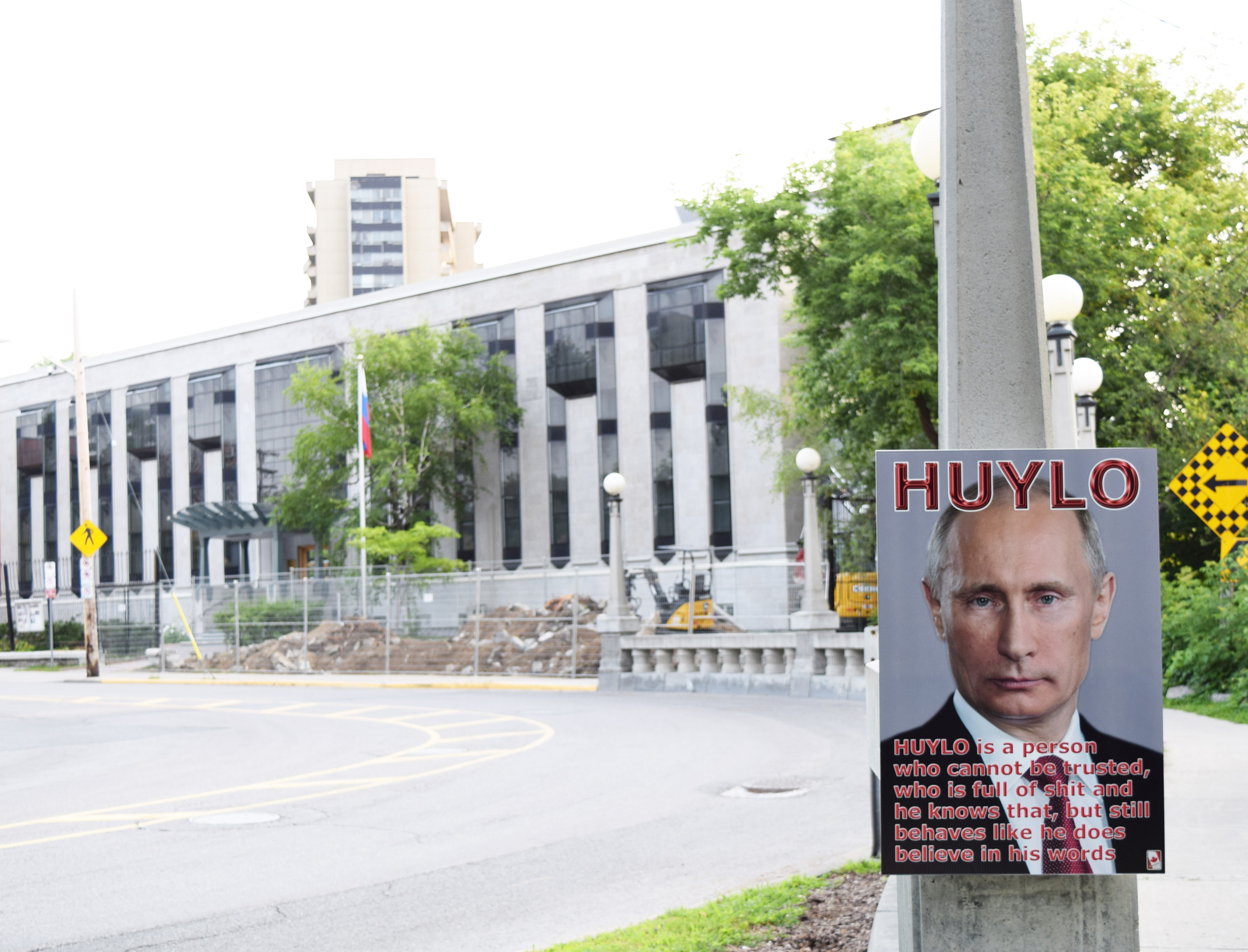
Transparent u ruské ambasády v Ottawě (Kanada)
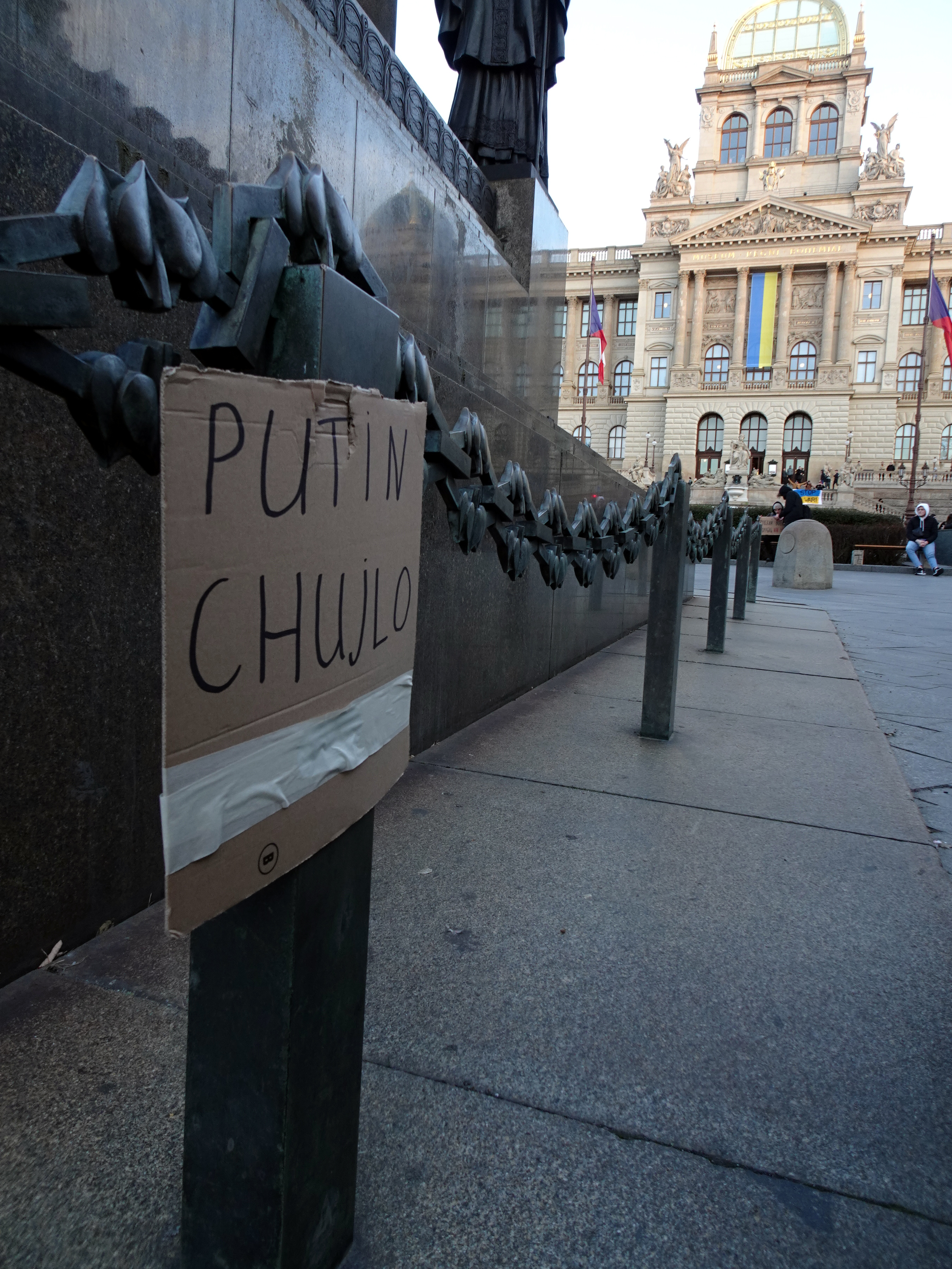
Demonstrace spolku Milion chvilek pro demokracii Stojíme za Ukrajinou 2 v Praze (2022)